# NGC 934
NGC 934 je galaksija u zviježđu Kit.

## Vanjske poveznice
- SEDS: NGC 934